# Cyphon pauliani
Cyphon pauliani is een keversoort uit de familie moerasweekschilden (Scirtidae). De wetenschappelijke naam van de soort werd in 1942 gepubliceerd door Maurice Pic.